# توکویاما
توکویاما (انگلیسی: Tokoyama) یک آرایشگر سنتی ژاپنی است که در آرایش هنرمندان مشغول به هنرهای نمایشی مانند کابوکی و بونراکو و همچنین کشتی‌گیران سومو تخصص دارد. حرفه توکویاما به تدریج از آرایشگران سنتی ژاپنی در دوره ادو تکامل یافته است، به‌طوری که برخی از این آرایشگران به‌طور تخصصی مدل موهای بازیگران، عروسک‌ها و ریکیشی را آماده می‌کنند. کلمه «توکویاما» از یک کاراکتر ژاپنی به معنای «کف» گرفته شده است، چرا که در دوره ادو آرایشگران مغازه‌هایی در طبقات بالاتر و ساده داشتند.

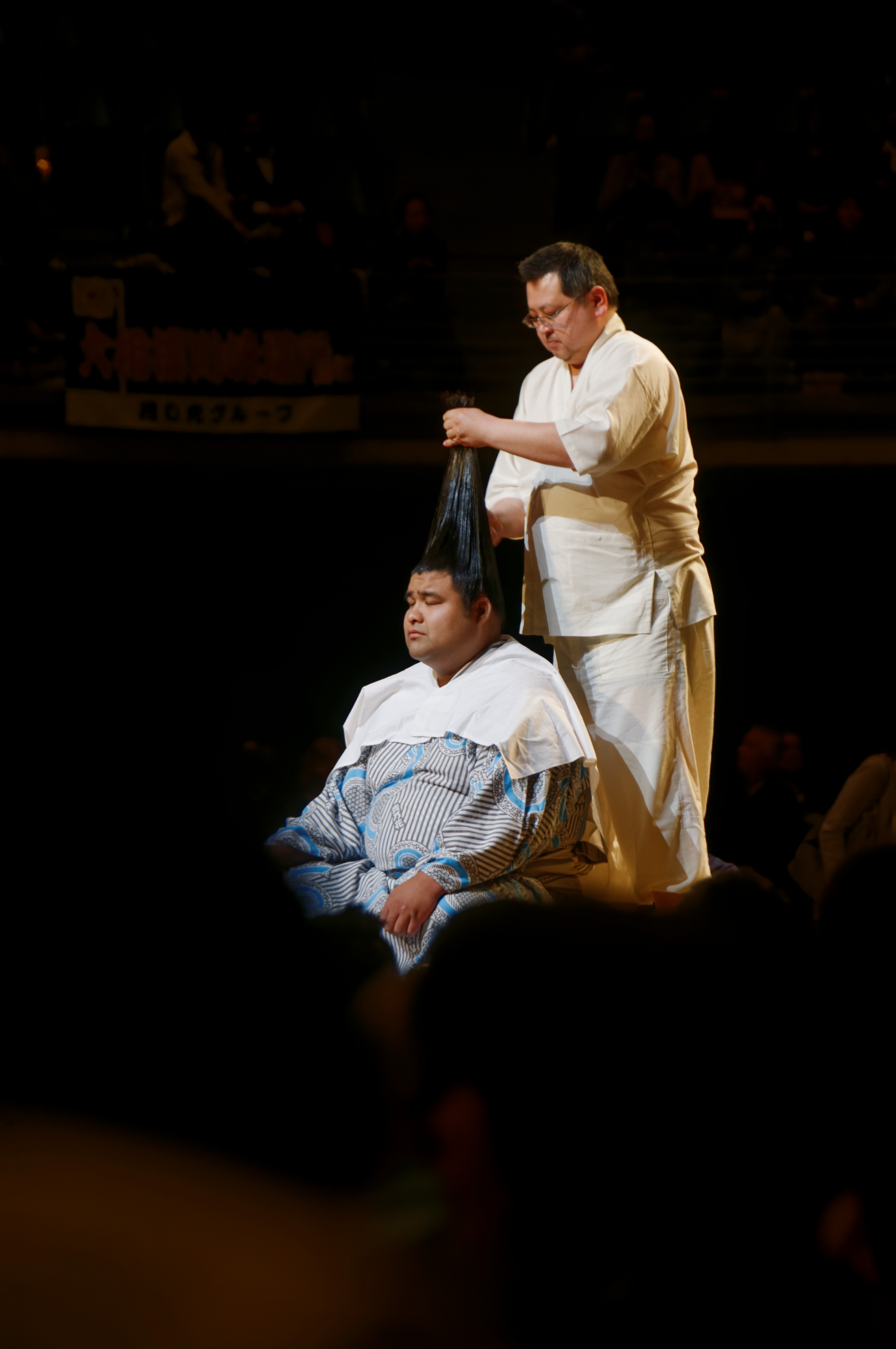
یک توکویاما که موهای کشتی‌گیر حرفه ای سومو تاکایاسو را آرایش می‌کند

از انواع تکنیک‌ها و ابزارهای سنتی، عمدتاً شانه، میخ و تار برای حالت دادن به موها پس از چرب کردن مو استفاده می‌کنند. اگرچه استفاده از تکنیک‌های به ارث رسیده از دوره ادو را حفظ می‌کند، اما با ناپدید شدن به تدریج صنعتگرانی که روغن‌ها و ابزارهای مورد نیاز برای آرایشگری سنتی را تولید می‌کردند، حفظ یک روش سنتی دشوارتر می‌شود.

## تئاتر سنتی

### کابوکی

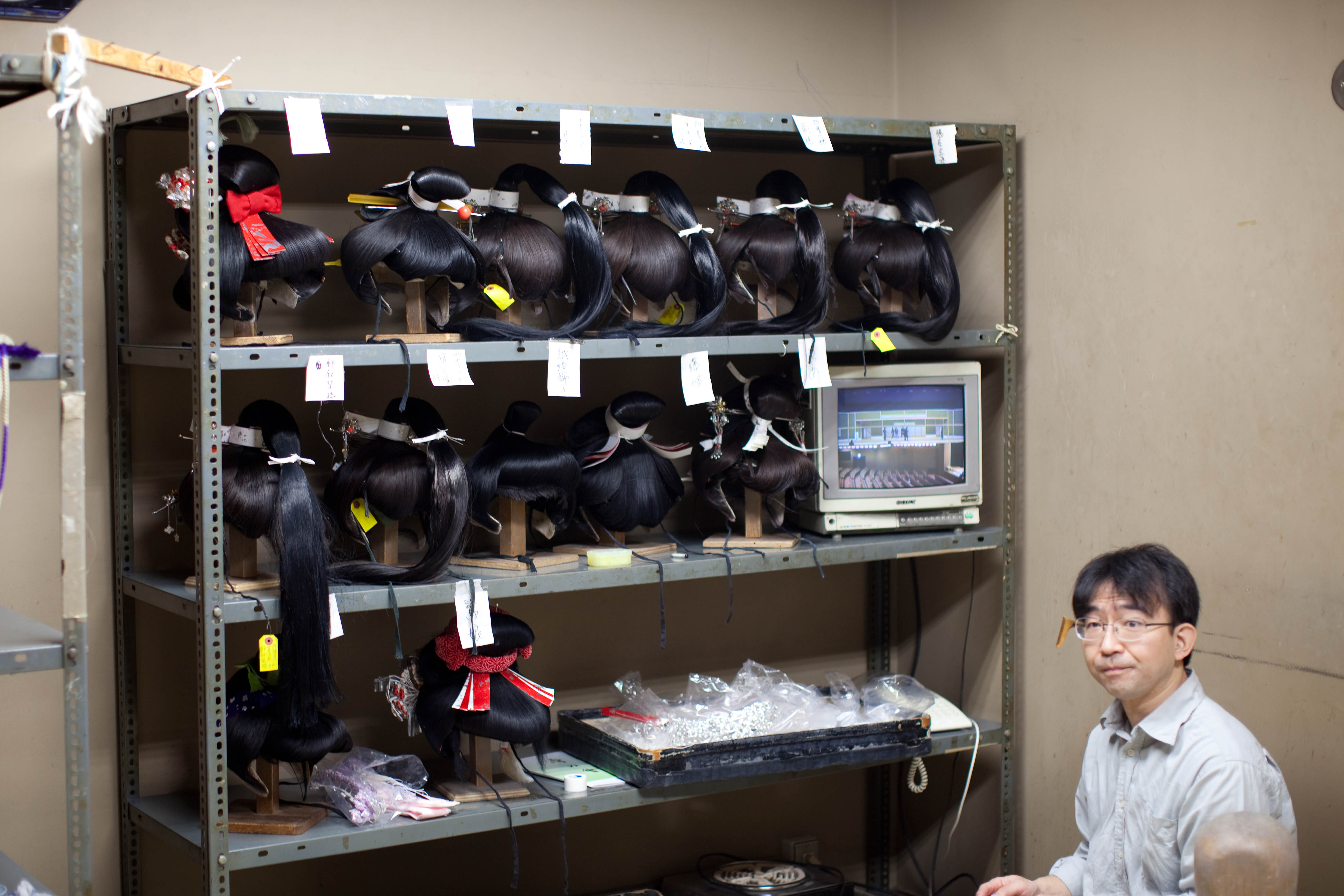
کابوکی توکویاما با کلاه گیس‌های مختلف در پشت صحنه تئاتر سنتی

در کابوکی، مدل مو، و به‌طور خاص کلاه گیس، عنصر مهمی از هنر است، زیرا هیچ بازیگری بدون آن روی صحنه ظاهر نمی‌شود.صنعتگرانی که موهای بازیگران را شانه می‌کنند توکویاما نامیده می‌شوندهی مسئول ایجاد کلاه گیس‌ها نیست (که مسئولیت کلاه گیس سازان به ناماست)، بلکه مسئول نصب و تکمیل آنها قبل از روی صحنه رفتن بازیگران است.کابوکی توکویاما تنها گروه‌هایی هستند که به نام‌های سانگای، روشنایی «توکویاما طبقه سوم» و نیکای توکویاما تقسیم می‌شوند.این نام‌ها از طبقات کابوکی زا که توکویاما روی کلاه گیس‌های خود کار می‌کنند الهام گرفته شده است.با هر گروه از توکویاما یک تخصص ارائه می‌شود، و توکویاما «طبقه دوم» در مدل دادن به موهای بازیگران نقش‌های زن تخصص دارد، در حالی که «طبقه سوم» در مدل دادن به شخصیت‌های مرد تخصص دارد.مواردی مشاهده شده است که یک توکویاما متخصص نیست، نادر است، اما وجود دارد. کابوکی توکویاما به بازیگران خاصی به صورت تمام وقت اختصاص داده می‌شود.

### بونراکو
در بونراکو، عروسک‌ها مانند بازیگران واقعی آراسته می‌شوند. تئاتر عروسکی بونراکو به دو انجمن تقسیم می‌شود. یکی، بونراکو کیوکای، هنرمندان (نوازندگان شامیسن، عروسک‌گردان‌ها و روایت‌گران) را گروه‌بندی می‌کند، در حالی که دیگری، تئاتر ملی بونراکو، حرفه‌های پشتیبانی (مسئولان لباس و سر عروسک‌ها) را گروه‌بندی می‌کند. توکویاما به سازمان دوم تعلق دارند. برخلاف کابوکی، توکویاما در بونراکو مسئول هر دو ساخت و آرایش کلاه‌گیس است.در بونراکو، توکویاما دستورالعمل‌ها را از کاشیراواری-این، یک ناظر تئاتر که سرهای عروسک‌ها را از حدود ۴۰۰ گزینه انتخاب می‌کند، دریافت می‌کند تا تفاوت‌های ظریف در آن‌ها را نشان دهد. وقتی کلاه‌گیس انتخاب شد، توکویاما مسئول مدل دادن به آن برای هماهنگی با عروسک است. حدود ۱۲۰ مدل موی مختلف وجود دارد، که حدود ۸۰ مدل برای مردان و ۴۰ مدل برای زنان است.

## سومو

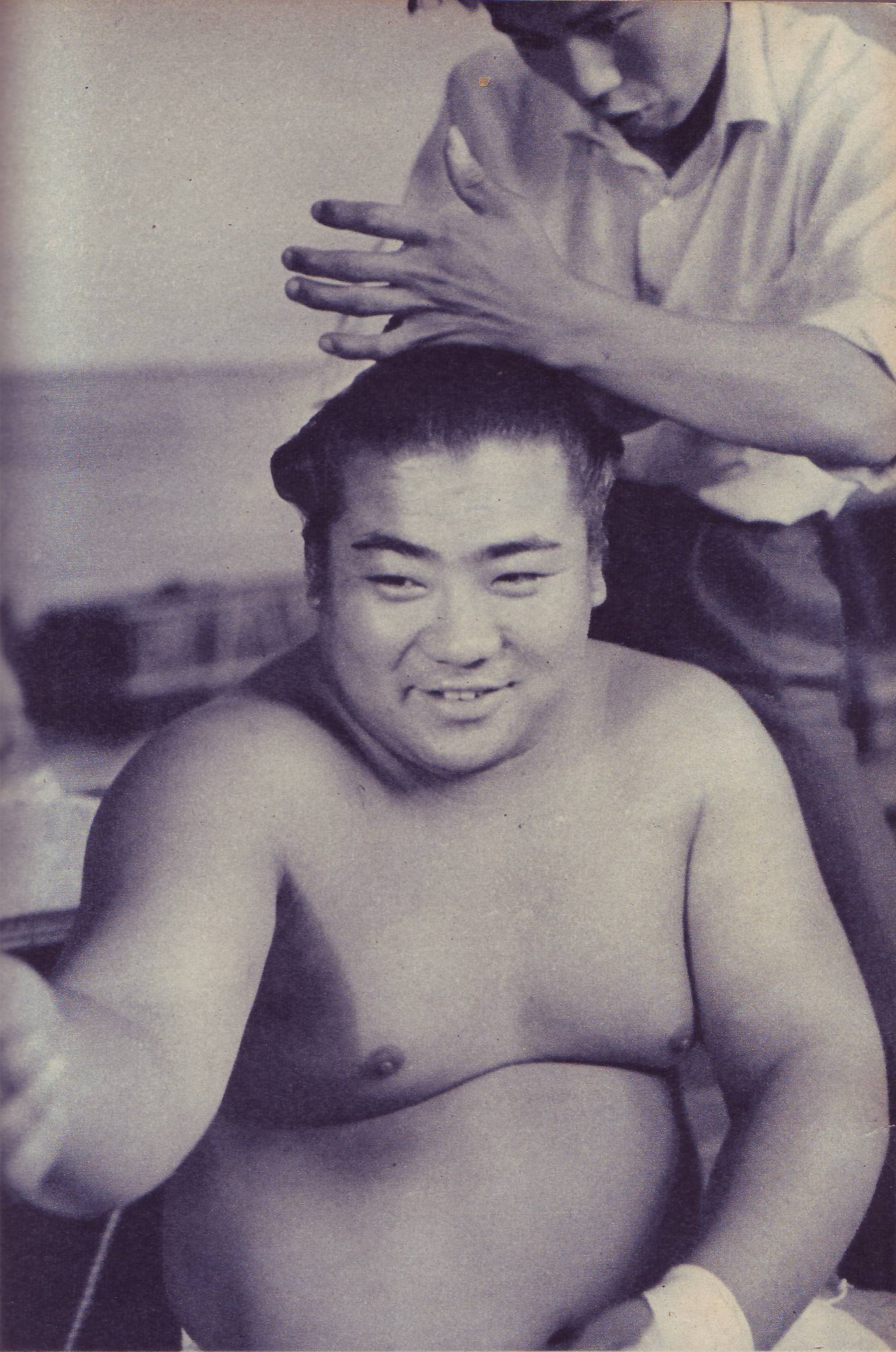
سکیواک سابق فوسانیشیکی در سال ۱۹۶۱ موهای خود را اصلاح کرد

در سوموی حرفه‌ای، توکویاما توسط انجمن سوموی ژاپن برای کوتاه کردن و آماده‌سازی موی کشتی‌گیران استخدام می‌شوند که سپس به سبک چونماگه آراسته می‌شود. به‌طور تاریخی، کشتی‌گیران برای آراستن موهای خود به آرایشگاه‌های عمومی می‌رفتند. با این حال، در عصر میجی، آرایشگران سنتی به تدریج ناپدید شدند زیرا مدل‌های موی غربی مد روز شدند. برای ادامه آراستن موی کشتی‌گیرانی که سنت پوشیدن موی چونماگه را حفظ کرده بودند، توکویاما برای مدتی از تئاترهای کابوکی به‌طور موقت قرض گرفته می‌شدند تا در طول مسابقات به کشتی‌گیران خدمت کنند. در نهایت، توکویاما به بخشی اساسی از سوموی حرفه‌ای تبدیل شدند و به‌طور خاص برای آراستن موی کشتی‌گیران آموزش دیدند.
امروزه، انجمن سوموی ژاپن توکویاما را استخدام می‌کند و آن‌ها را بر اساس تجربه و مهارت رتبه‌بندی می‌کند. حدود ۵۰ توکویاما به‌طور دائم توسط انجمن سومو استخدام می‌شوند، اما موقعیت‌های جدیدی می‌توانند ایجاد شوند اگر اصطبل بیش از ۱۲ کشتی‌گیر داشته باشد و آرایشگری نداشته باشد. کارآموزان، همه مردان بین ۱۵ تا ۱۹ سال، به یک اصطبل سومو مانند دیگر پرسنل از جمله گیوجی (داور) یا یوبیداشی (خدمه) متصل می‌شوند. اصطبل‌هایی که توکویامای خود را ندارند می‌توانند از آرایشگران دیگر اصطبل‌هایی که متعلق به همان ایچیمون (قبیله) هستند، استفاده کنند تا موی کشتی‌گیرانشان را آراسته کنند. هر توکویاما حرفه‌اش را از یک عضو ارشد یادمی‌گیرد. اگرا فراد توکویاما آرایشگر با تجربه‌تری نداشته باشد، یک آرایشگر از همان ایچیمون کارآموزی را به عهده می‌گیرد. توکویاما باید حداقل هفت سال آموزش ببیند قبل از اینکه بتواند به تنهایی کار کند. فقط ارشدترین توکویاماها مجاز به آماده‌سازی اویچونماژ، تاپ‌ناتی به شکل برگ جینکو که کشتی‌گیران رتبه‌بندی شده سکیتوری در مسابقات و سایر مناسبت‌های رسمی می‌پوشند، هستند. این معمولاً فقط پس از ده سال تجربه رخ می‌دهد.
توکویاما در یک سیستم سلسله مراتبی تقسیم می‌شوند که برخلاف گیوجی و یوبیداشی نام‌های تقسیمات سومو را دنبال نمی‌کند. مبتدیان از کلاس پنجم (گوتو) شروع می‌کنند و بر اساس سال‌های خدمت و مهارت‌هایشان تا کلاس اول (ایتو) ترفیع می‌یابند. توکویاما تا زمانی که به درجه کلاس دوم (نیتو) ترفیع نیابند، به عنوان صنعتگران واجد شرایط (شیکاکوشا) در نظر گرفته نمی‌شوند. ترفیع به کلاس سوم حدود ۱۰ سال، ترفیع به کلاس دوم و اول به ترتیب حدود ۲۰ و ۳۰ سال زمان می‌برد.
هنگامی که به کلاس دوم ترفیع می‌یابند، توکویاما حقوق بالاتر و پاداش در طول مسابقات دریافت می‌کنند. وقتی به کلاس اول رسیده و مهارت استثنایی خود را نشان داده‌اند، توکویاما می‌تواند به کلاس ویژه (توکوتو) توکویاما صعود کند. ترفیع به این رتبه دارای پیش‌نیازهای بسیار سختی است و توکویاما باید حدود ۴۵ سال خدمت کرده و «استعدادهای عالی» را نشان داده باشد.
معمولاً حداکثر دو توکویاما در این رتبه وجود دارد، اگرچه سه توکویامای کلاس ویژه در سال ۲۰۱۹ (توکوهاچی، توکوماتسو و توکویودو) همزمان وجود داشتند. توکویامای کلاس ویژه تنها کسانی هستند که مجاز به آرایش تاپ‌نات یک یوکوزونا، کشتی‌گیر سوموی رتبه بالاتر، هستند. توکویاما به بازنشستگی اجباری در سن ۶۵ سالگی مشمول می‌شوند.

## سبک‌دهی به مو
بسته به محیطی که در آن کار می‌کنند، توکویاما (آرایشگران سنتی ژاپنی) ممکن است از ابزارهای کاملاً سنتی استفاده کنند، در حالی که برخی دیگر آزادی بیشتری دارند و از ابزارهای مدرن نیز استفاده می‌کنند. بدون توجه به محیط حرفه‌ای خود، همهٔ توکویاما از یک پماد ویژه به نام بینزوکه (یا بین‌سکه) استفاده می‌کنند که به دلیل استحکام خود مشهور است و برای مدل‌های موی پیچیده ایده‌آل است.در ورزش سومو، توکویاما تنها از بینزوکه‌ای استفاده می‌کنند که توسط شرکتی در منطقه ادگاوا، توکیو تولید شده است.در بونراکو، توکویاما می‌توانند بیشترین استفاده را از ابزارهای مدرن در آرایش مو ببرند، از جمله اسپری مو و سشوار.با این حال، آن‌ها نمی‌توانند از روغن در پوشش سر عروسک استفاده کنند، زیرا سر عروسک‌ها که از چوب سرو ساخته شده‌اند، در زمان ترمیم و هنگام اعمال رنگدانه‌ها چسبندگی خود را از دست می‌دهند.
در هر دو هنر سومو و کابوکی، توکویاما از دو نوع روغن (به نام‌های سوکیو و چونری) که به‌طور خاص برای ساخت کلاه‌گیس تولید شده‌اند، استفاده می‌کنند.در سومو، توکویاما از پماد سوکیو استفاده می‌کنند که به صورت سنتی از کلزا، موم ژاپنی و عطر وانیل تهیه شده است. این پماد دارای بوی متمایزی است که با حرفه سومو مرتبط است.